# كورت ستيتلر
كورت ستيتلر هو لاعب كرة قدم سويسري في مركز حراسة المرمى، ولد في 21 أغسطس 1932 في Stettlen ‏ في سويسرا، وتوفي في 8 ديسمبر 2020 في زيورخ في سويسرا بسبب مرض فيروس كورونا 2019. شارك مع منتخب سويسرا لكرة القدم. أما مع النوادي، فقد لعب مع نادي بازل ونادي لوزيرن.

## وصلات خارجية
- كورت ستيتلر على موقع قاعدة بيانات كرة القدم.إي يو (الإنجليزية)
- كورت ستيتلر على موقع ناشيونال فوتبول تيمز (الإنجليزية)